# Паз (река)
Паз (или Патсойоки; фин. Paatsjoki, норв. Pasvikelva, колтта-саам. Paččjokk, инари-саам. Paččvei, северносаам. Báhčeveaijohka) — река в Финляндии (Лапландия), России (Мурманская область) и Норвегии (Финнмарк).
В бассейне реки в XX веке возведены семь гидроэлектростанций, четыре из которых расположены вдоль норвежско-российской границы.

## Гидрография
Длина — 117 км. Площадь бассейна — 18 300 км². Средний расход воды — 177,41 м³/с. Вытекает из озера Инариярви, впадает в Варангер-фьорд (Варяжский залив) Баренцева моря. Питание в основном снеговое.
Река проходит через множество озёр: Гренсеватн, Хевоскосское водохранилище, Хеюхенъярви, Воуватусъярви, Боссояврре, Скугватн, Сальмиярви, Контиоярви, Клистерватн и Фоссеватн, образуя обширную долину. Крупнейший приток — Наутсийоки.
Населённые пункты на реке: Виртаниеми, Янискоски, Раякоски, Сальмиярви, Сванвик, Борисоглебский, Эльвенес.
По реке проходит большая часть границы между Россией и Норвегией, а до 1826 года российско-норвежская граница целиком проходила по реке до Варяжского залива. В настоящее время из 117 км общей длины более 100 приходится на границу с Норвегией.
Протекает по трансграничному парку Пасвик-Инари, включая заповедник Пасвик. На реке построен пазский каскад из 7 гидроэлектростанций. На реке развита ловля сёмги. 